# Фларххајм
Фларххајм (њем. Flarchheim) општина је у њемачкој савезној држави Тирингија. Једно је од 47 општинских средишта округа Унструт-Хајних. Према процјени из 2010. у општини је живјело 458 становника. Посједује регионалну шифру (AGS) 16064017.

## Географски и демографски подаци
Фларххајм се налази у савезној држави Тирингија у округу Унструт-Хајних. Општина се налази на надморској висини од 216 метара. Површина општине износи 11,9 km². У самом мјесту је, према процјени из 2010. године, живјело 458 становника. Просјечна густина становништва износи 39 становника/km².